# Дубниця (футбольний клуб)
«Дубниця» (словац. Futbalový Klub Dubnica nad Váhom) — словацький футбольний клуб з міста Дубниця-над-Вагом.

## Хронологія назв
- 1926 – СК «Дубниця»
- 1948 – ШК Сокол Шкода Дубниця
- 1952 – ШК Сокол Ворошилов
- 1953 – ДШО Спартак ШК Дубниця
- 1962 – ТЖ ШК Дубниця
- 1965 – ТЖ Спартак СМЗ Дубниця
- 1978 – ТЖ Спартак ЗТС ШК Дубниця
- 1993 – ФК ЗТС Кераметал Дубниця
- 1999 – ФК ЗТС Кераметал Дубниця
- 2008 –МФК «Дубниця»
- 2017 – ФК «Дубниця-над-Вагом»

## Історія
Заснований 1926 року, тривалий період часу виступав у регіональних змаганнях Чехословаччини. В елітному дивізіоні країни дебютував 1977 року, в якому зайняв 9-те місце. У вищому дивізіоні виступав протягом 10 років, у 1987 році понизився в класі. Після цього протягом 10 наступних років грав у нижчих дивізіонах чемпіонату Чехословаччини. У 1996 році дебютував у Вищому дивізіоні незалежного чемпіонату Словаччини. Проте дебют виявився не дуже вдалим, оскільки за підсумками сезону «Дубниця» понизилася в класі. Потім клуб балансував між першим та другим дивізіоном словацького чемпіонату. У 2005 році команда фінішувала на 4-му місці, завдяки чому отримала путівку до Кубку Інтертото.
У кубку Інтертото словацький клуб зустрівся з угорським «Вашашем». Поєдинок в Угорщині завершився нульовою нічиєю, а в домашньому матчі «Дубниця» здобула перемогу з рахунком 2:0. Наступним суперником словаків став турецький «Анкараспор», який несподівано вдома поступився «Дубниці» з рахунком 0:4, у виїзному матчі турки намагалися виправити ситуацію, проте здобули мінімальну перемогу (1:0) та вилетіли з турніру. В наступному раунді словацький клуб зустрівся з англійським «Ньюкасл Юнайтед». Дубниця поступилася в обох матчах, 1:3 та 0:2.

## Досягнення
- Друга ліга Словаччини
  -  Чемпіон (1): 2000/01
  -  Срібний призер (1): 1997/98

## Статистика виступів

### У національних змаганнях (з 1993 року)
Чемпіонат Словаччини (1993–т.ч.)
| Сезон   | Дивізіон (Назва)           | Міс./Команд | Іг. | В  | Н  | П  | ЗМ | ПМ | О  | Кубок Словаччини | Європа | Європа                     | Бомбардир (Голи)                                                    |
| ------- | -------------------------- | ----------- | --- | -- | -- | -- | -- | -- | -- | ---------------- | ------ | -------------------------- | ------------------------------------------------------------------- |
| 1993–94 | 2-й (Перша ліга)           | 14/(16)     | 30  | 7  | 11 | 12 | 35 | 47 | 25 |                  |        |                            |                                                                     |
| 1994–95 | 2-й (Перша ліга)           | 5/(16)      | 30  | 13 | 6  | 11 | 40 | 38 | 45 | Перший раунд     |        |                            |                                                                     |
| 1995–96 | 2-й (Перша ліга)           | 4/(12)      | 30  | 13 | 10 | 7  | 48 | 35 | 49 | Другий раунд     |        |                            |                                                                     |
| 1996–97 | 1-й (Марс Суперліга)       | 15/(16)     | 30  | 8  | 8  | 14 | 29 | 43 | 32 | Другий раунд     |        |                            |                                                                     |
| 1997–98 | 2-е (Перша ліга)           | 1/(16)      | 34  | 20 | 6  | 8  | 74 | 29 | 66 | Другий раунд     |        |                            |                                                                     |
| 1998–99 | 1-й (Марс Суперліга)       | 13/(16)     | 30  | 8  | 4  | 18 | 28 | 60 | 28 | Півфінал         |        |                            | Eugen Bari (8)                                                      |
| 1999–00 | 1-й (Марс Суперліга)       | 11/(16)     | 30  | 9  | 7  | 14 | 25 | 35 | 34 | Другий раунд     |        |                            | Петер Масарович (4)                                                 |
| 2000–01 | 2-й (Перша ліга)           | 1/(18)      | 34  | 19 | 9  | 6  | 44 | 18 | 66 | Перший раунд     |        |                            | Петер Масарович (12)                                                |
| 2001–02 | 1-й (Марс Суперліга)       | 8/(10)      | 36  | 9  | 11 | 16 | 38 | 48 | 38 | Перший раунд     |        |                            | Павол Страка (8)                                                    |
| 2002–03 | 1-й (Марс Суперліга)       | 7/(10)      | 36  | 12 | 7  | 17 | 41 | 52 | 43 | Другий дивізіон  |        |                            | Павол Страка (12)                                                   |
| 2003–04 | 1-й (Цоргонь ліга)         | 6/(10)      | 36  | 12 | 10 | 14 | 41 | 42 | 46 | Перший раунд     | КІ     | 2 Р ( «Копер»)             | Юрай Довичович (13)                                                 |
| 2004–05 | 1-й (Цоргонь ліга)         | 4/(10)      | 36  | 13 | 12 | 11 | 42 | 43 | 51 | Перший раунд     | КІ     | 2 Р ( «Слован» (Ліберець)) | Павол Страка (9)                                                    |
| 2005–06 | 1-й (Цоргонь ліга)         | 8/(10)      | 36  | 10 | 10 | 16 | 41 | 55 | 40 | Перший раунд     | КІ     | 3 Р ( «Ньюкасл Юнайтед»)   | Міхал Філо (8)                                                      |
| 2006–07 | 1-й (Цоргонь ліга)         | 10/(12)     | 22  | 6  | 7  | 9  | 24 | 35 | 25 | Другий раунд     |        |                            | Міхал Філо (10)                                                     |
| 2007–08 | 1-й (Цоргонь ліга)         | 9/(12)      | 33  | 7  | 12 | 14 | 34 | 53 | 33 | Третій раунд     |        |                            | Мухамаду Сеє (13)                                                   |
| 2008–09 | 1-й (Цоргонь ліга)         | 8/(12)      | 33  | 10 | 6  | 16 | 43 | 49 | 37 | 1/4 фіналу       |        |                            | Мухамаду Сеє (9)                                                    |
| 2009–10 | 1-й (Цоргонь ліга)         | 9/(12)      | 33  | 8  | 12 | 14 | 27 | 42 | 36 | Другий раунд     |        |                            | Петер Шулек (3) Міхал Філо (3) Томаш Запотока (3) Матей Горелка (3) |
| 2010–11 | 1-й (Цоргонь ліга)         | 12/(12)     | 33  | 7  | 10 | 16 | 23 | 47 | 31 | Третій раунд     |        |                            | Матей Іжволт (4)                                                    |
| 2011–12 | 2-й (2 ліга)               | 8/(12)      | 33  | 10 | 13 | 10 | 32 | 31 | 43 | Перший раунд     |        |                            | Міхал Філо (8)                                                      |
| 2012–13 | 2-й (2 ліга)               | 8/(12)      | 33  | 11 | 8  | 14 | 31 | 38 | 41 | Перший раунд     |        |                            | Роланд Шмагайчик (8)                                                |
| 2013–14 | 2-й (2 ліга)               | 8/(12)      | 33  | 10 | 5  | 18 | 30 | 64 | 35 | Перший раунд     |        |                            | Роланд Шмагайчик (6)                                                |
| 2014–15 | 2-й (DOXXbet Ліга)         | 24/(24)     | 32  | 4  | 9  | 19 | 31 | 62 | 15 | Третій раунд     |        |                            | Ричард Чернік (6)                                                   |
| 2015–16 | 3-й (TIPOS III ліга Захід) | 15/(18)     | 32  | 6  | 12 | 14 | 27 | 43 | 30 | Другий раунд     |        |                            | Милош Мойто (7)                                                     |
| 2016–17 | 3-й (TIPOS III ліга Захід) | 6/(19)      | 36  | 16 | 7  | 13 | 49 | 43 | 55 | Не виступав      |        |                            | ?                                                                   |
| 2017–18 | 3-й (TIPOS III ліга Захід) | 1/(16)      | 34  | 27 | 5  | 2  | 83 | 10 | 86 | Четвертий раунд  |        |                            | Ян Вашко (13)                                                       |
| 2018–19 | 2-й (2 ліга)               | 7/(16)      | 30  | 13 | 6  | 11 | 55 | 42 | 45 | П'ятий раунд     |        |                            | Миладин Вуйошевич (23)                                              |

### У єврокубках
| Сезон | Змагання        | Раунд        | Країна    | Клуб                   | Вдома | На виїзді | Загалом |
| ----- | --------------- | ------------ | --------- | ---------------------- | ----- | --------- | ------- |
| 2003  | Кубок Інтертото | Перший раунд | Кіпр      | «Олімпіакос» (Нікосія) | 3–0   | 4–1       | 7–1     |
| 2003  | Кубок Інтертото | Другий раунд | Словенія  | «Копер»                | 2–3   | 1–0       | 3–3(в)  |
| 2004  | Кубок Інтертото | Перший раунд | Албанія   | «Теута»                | 4–0   | 0–0       | 4–0     |
| 2004  | Кубок Інтертото | Другий раунд | Чехія     | «Слован» (Ліберець)    | 1–2   | 0–5       | 1–7     |
| 2005  | Кубок Інтертото | Перший раунд | Угорщина  | «Вашаш»                | 2–0   | 0–0       | 2–0     |
| 2005  | Кубок Інтертото | Другий раунд | Туреччина | «Анкараспор»           | 4–0   | 0–1       | 4–1     |
| 2005  | Кубок Інтертото | Третій раунд | Англія    | «Ньюкасл Юнайтед»      | 1–3   | 0–2       | 1–5     |

## Спонсори
| Період       | Постачальник форми | Спонсор форми |
| ------------ | ------------------ | ------------- |
| 1998–2000    | Adidas             | ZŤS KERAMETAL |
| 2000–2003    | Nike               | ZŤS           |
| 2004–теп. ч. | Joma               | відсутній     |

## Відомі гравці
- Адам Немец
- Петер Пекарик
- Душан Перніш
- Лукаш Тесак

## Відомі тренери
- Станіслав Грига (2002–2003)